# Gonoplectus gracilis
Gonoplectus gracilis är en mångfotingart som först beskrevs av Carl Graf Attems.  Gonoplectus gracilis ingår i släktet Gonoplectus och familjen Harpagophoridae. Inga underarter finns listade i Catalogue of Life.